# Artroeite
La artroeite è un minerale.